# Inditex
Industria de Diseño Textil, S.A., (Inditex) je nadnárodní oděvní společnost se sídlem ve Španělsku. Společnost navrhuje a vyrábí oděvy, provozuje více než 6600 obchodů v 88 zemích světa pod značkami Zara, Pull & Bear, Bershka, Massimo Dutti, Stradivarius, Oysho, Zara Home či Uterqüe. Společnost založil v roce 1985 Amancio Ortega a zůstává jejím majoritním akcionářem (59,3% podíl). Akcie společnosti jsou obchodovány na španělských burzách, zejména na madridské.